# 梁廷軒
梁廷軒（英語：Calvin Leung），前香港無綫電視編導。於2022年1月1日離職，移民外地。

## 簡歷
- 梁廷軒於2012年加入無綫電視擔任助理編導，於2016年晉升為編導。

## 助理編導列表

### 電視劇（無綫電視）
- 2013年：《情越海岸線》
- 2014年：《忠奸人》《宦海奇官》
- 2015年：《梟雄》
- 2016年：《公公出宮》《巨輪II》《來自喵喵星的妳》《巾幗梟雄之諜血長天》

## 編導列表
- 2017年至今：《愛·回家之開心速遞》
- 2017年：《心理追兇 Mind Hunter》
- 2018年：《平安谷之詭谷傳說》《BB來了》《特技人》
- 2020年：《十八年後的終極告白》《迷網》
- 2021年：《一笑渡凡間》
- 2021年：《我家無難事》